# Plus longue sous-séquence commune
Ne doit pas être confondu avec plus longue sous-chaîne commune.

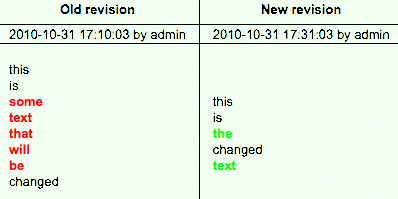
Sous-séquence commune.

En informatique théorique, la plus longue sous-séquence commune à deux suites, ou deux chaînes de caractères, est une sous-suite extraite des deux suites, et de taille maximum. La résolution de ce problème peut être obtenue par programmation dynamique.
La généralisation à un nombre arbitraire de suites est un problème NP-difficile : le temps d'exécution de tout algorithme est exponentiel en le nombre de séquences.

## Exemple
Pour les deux séquences de caractères suivantes :
- « abcde »,
- « ceij »,

la plus longue sous-séquence commune est « ce ».
Dans ce problème, il est nécessaire que les éléments communs soient dans le même ordre dans les différentes séquences, mais pas qu’ils soient obligatoirement consécutifs : « e » n’est pas consécutif à « c » dans la première séquence.

## Résolution par force brute
On constate par dénombrement qu'il existe {\displaystyle 2^{n}} sous-séquences pour une chaîne de longueur {\displaystyle n}. Les essayer toutes par force brute pour trouver la plus longue qui soit une sous-séquence d'une autre chaîne a donc une complexité exponentielle, ce qui n'est pas souhaitable en pratique.

## Résolution par programmation dynamique
Pour deux suites en entrée, une telle sous-séquence peut être obtenue en temps polynomial par un algorithme de programmation dynamique dont le temps d'exécution est proportionnel au produit des longueurs des deux séquences.

### Structure d'une solution
Il est possible de ramener le problème de recherche de plus longue sous séquence commune (PLSC) entre deux chaînes données à une recherche entre deux chaînes de taille inférieure grâce au théorème suivant (où {\displaystyle X_{l}} désigne les {\displaystyle l} premiers caractères de la séquence {\displaystyle X}):
Théorème — Soit {\displaystyle X=[x_{1},\dots ,x_{m}]} et {\displaystyle Y=[y_{1},\dots ,y_{n}]} deux séquences, et soit {\displaystyle Z=[z_{1},\dots ,z_{k}]} une plus longue sous-séquence commune quelconque de {\displaystyle X} et {\displaystyle Y}. On a alors :
- Si {\displaystyle x_{m}=y_{n}} alors {\displaystyle z_{k}=x_{m}=y_{n}} et de plus {\displaystyle Z_{k-1}} est une PLSC de {\displaystyle X_{m-1}} et {\displaystyle Y_{n-1}} ;
- Si {\displaystyle x_{m}\neq y_{n}} alors si {\displaystyle z_{k}\neq x_{m}} on a {\displaystyle Z} qui est une PLSC de {\displaystyle X_{m-1}} et {\displaystyle Y} ;
- Si {\displaystyle x_{m}\neq y_{n}} alors si {\displaystyle z_{k}\neq y_{n}} on a {\displaystyle Z} qui est une PLSC de {\displaystyle X} et {\displaystyle Y_{n-1}}.

Les trois cas {\displaystyle \left\langle x_{m}=y_{n}\right\rangle }, {\displaystyle \left\langle x_{m}\neq y_{n}~{\mathsf {ET}}~z_{k}\neq x_{m}\right\rangle } et {\displaystyle \left\langle x_{m}\neq y_{n}~{\mathsf {ET}}~z_{k}\neq y_{n}\right\rangle } sont exhaustifs, ce qui permet bien de se ramener à un problème de taille inférieure.

### Longueur des plus longues sous-séquences communes
On crée un tableau à deux dimensions {\displaystyle c[1\cdot \cdot m][1\cdot \cdot n]} dans lequel chaque case {\displaystyle c[i][j]} est destiné à contenir la longueur des PLSCs entre {\displaystyle X_{i}} et {\displaystyle Y_{j}}. On peut alors calculer de proche en proche {\displaystyle c[i][j]} pour chaque couple d'indice {\displaystyle i} et {\displaystyle j}. Du théorème précédent découle en effet la formule:
Le calcul du contenu des cases de {\displaystyle c} peut être effectué avec une complexité spatiale et temporelle en {\displaystyle {\mathcal {O}}(mn)}, car le contenu de chaque case est calculable à partir des cases précédentes en {\displaystyle {\mathcal {O}}(1)}.

### Obtention d'une plus longue sous-séquence commune
La formule précédente permet de calculer de proche en proche les cases de {\displaystyle c}. On peut reconstituer une plus longue sous-séquence commune grâce à lui.
Pour cela, on effectue un parcours depuis {\displaystyle c[m][n]} suivant la règle suivante
Depuis une case {\displaystyle c[i][j]} de valeur {\displaystyle \alpha }:
- Si {\displaystyle x_{i}=y_{j}}, on passe à la case {\displaystyle c[i-1][j-1]} de valeur {\displaystyle \alpha -1} et on ajoute ce caractère ({\displaystyle x_{i}=y_{j}}) au début de la PLSC en construction.

- Si {\displaystyle x_{i}\neq y_{j}}, 
  - Si {\displaystyle c[i][j-1]=c[i-1][j]=\alpha }, on passe indifféremment à la case {\displaystyle c[i-1][j]} ou {\displaystyle c[i][j-1]}.
  - Si {\displaystyle c[i][j-1]=\alpha >c[i-1][j]}, on passe à la case {\displaystyle c[i][j-1]}
  - Si {\displaystyle c[i-1][j]=\alpha >c[i][j-1]}, on passe à la case {\displaystyle c[i-1][j]}

Un exemple de parcours est donné par le tableau suivant, grâce auquel on déduit que MJAU est une plus longue sous-séquence commune à MZJAWXU et XMJYAUZ :
|   |   | 0 | 1 | 2 | 3 | 4 | 5 | 6 | 7 |
| Ø | M | Z | J | A | W | X | U |   |   |
| - | - | - | - | - | - | - | - | - | - |
| 0 | Ø | 0 | 0 | 0 | 0 | 0 | 0 | 0 | 0 |
| 1 | X | 0 | 0 | 0 | 0 | 0 | 0 | 1 | 1 |
| 2 | M | 0 | 1 | 1 | 1 | 1 | 1 | 1 | 1 |
| 3 | J | 0 | 1 | 1 | 2 | 2 | 2 | 2 | 2 |
| 4 | Y | 0 | 1 | 1 | 2 | 2 | 2 | 2 | 2 |
| 5 | A | 0 | 1 | 1 | 2 | 3 | 3 | 3 | 3 |
| 6 | U | 0 | 1 | 1 | 2 | 3 | 3 | 3 | 4 |
| 7 | Z | 0 | 1 | 2 | 2 | 3 | 3 | 3 | 4 |

### Complexité de l'algorithme
Le calcul du contenu des cases de {\displaystyle c} peut être effectué avec une complexité spatiale et temporelle en {\displaystyle {\mathcal {O}}(mn)}, car le contenu de chaque case est calculable à partir des cases précédentes en {\displaystyle {\mathcal {O}}(1)}.
Une fois {\displaystyle c} connu, l'obtention d'une PLSC a une complexité {\displaystyle {\mathcal {O}}(m+n)}.

### Variante linéaire en espace
Pour de très grandes entrées, on peut calculer la sous-séquence commune en complexité {\displaystyle {\mathcal {O}}(min(m,n))} en espace tout en conservant une complexité temporelle en {\displaystyle {\mathcal {O}}(mn)}. Pour cela, on utilise un algorithme mêlant programmation dynamique et diviser pour régner. Cet algorithme se nomme l'algorithme d'Hirschberg,.